# Registerverfahrenbeschleunigungsgesetz
Das Registerverfahrenbeschleunigungsgesetz (Langtitel: Gesetz zur Vereinfachung und Beschleunigung registerrechtlicher und anderer Verfahren, abgekürzt RegVBG) vom 20. Dezember 1993 ist ein Artikelgesetz, mit dem unter anderem die Grundbuchordnung und andere grundbuch- und registerrechtliche Vorschriften geändert wurden. 
Anlässlich der Herstellung der Einheit Deutschlands wurden mit dem Registerverfahrenbeschleunigungsgesetz geordnete Eigentumsverhältnisse wiederhergestellt, z. B. die Nachnutzung der WGT-Liegenschaften geregelt sowie die rechtliche Möglichkeit geschaffen, insbesondere die Grundbücher, aber auch die für das übrige Wirtschaftsleben wichtigen Register wie Handels- und Genossenschaftsregister nicht mehr auf Papier, sondern in elektronischer Form zu führen (§ 126 GBO, § 8 Abs. 1 HGB, § 155, § 156 GenG). Gleichzeitig wurde die Einrichtung eines sog. automatisierten Abrufverfahrens zugelassen, das es den Teilnehmern ermöglicht, bei Vorliegen der rechtlichen und technischen Voraussetzungen online Einsicht in das Grundbuch und in die Hilfsverzeichnisse nehmen zu können.
Die Landesjustizverwaltungen haben von dieser Möglichkeit bisher in unterschiedlichem Umfang und mit verschiedenen technischen Lösungen Gebrauch gemacht. In den 16 Bundesländern werden Grundbücher derzeit mit zwei unterschiedlichen Softwaresystemen bearbeitet. Das System FOLIA/EGB wird in Schleswig-Holstein und Baden-Württemberg genutzt, SolumSTAR in den 14 anderen Bundesländern.
Das elektronische Handelsregister wird in maschineller Form als automatisierte Datei geführt, wobei die Eintragungen in einem Datenspeicher aufgenommen und auf Dauer inhaltlich unverändert in lesbarer Form wiedergegeben werden müssen. Die Einsicht in das Handelsregister ist jedermann zu Informationszwecken gestattet.